# The Descent
The Descent (El descenso) es una película británica de terror de 2005 escrita y dirigida por Neil Marshall y protagonizada por Shauna Macdonald, Alex Reid, Natalie Mendoza, Nora-Jane Noone, Saskia Mulder, Craig Conway y MyAnna Buring en su film debut.

## Argumento
Juno (Natalie Mendoza), Sarah (Shauna Macdonald) y Beth (Alex Reid) están navegando en un río de aguas rápidas en Escocia. El esposo de Sarah, Paul (Oliver Milburn), y su hija, Jessica (Molly Kay), las animan desde la orilla. Conduciendo de vuelta al hotel, Paul se muestra distante con Sarah, y en el camino se distrae, causando un choque. Paul y Jessica mueren al instante, pero Sarah sobrevive.
Un año después, Juno, Sarah, Beth, Sam (MyAnna Buring) y Rebecca (Saskia Mulder) se reúnen en una rústica cabaña en un lugar remoto de los Montes Apalaches en Carolina del Norte (Estados Unidos). Holly (Nora-Jane Noone), la nueva amiga de Juno, se presenta. A medida que recuerdan a través de una vieja foto,donde aparecen:Juno, Sarah, y Beth; Sarah lee en voz alta el pie de foto: “Ama cada día”, explicando que era una frase que solía decir su difunto esposo. 
A la mañana siguiente, el grupo viaja a una zona montañosa a explorar unas cuevas. Cuando el grupo se detiene en una gran cueva para almorzar, Juno, con lágrimas en los ojos, se disculpa con Sarah por no haber estado con ella después del accidente, pero Sarah se muestra indiferente. Mientras el grupo sigue avanzando a través de un nuevo pasaje, este se derrumba detrás de ellas, Sarah apenas logra pasar. Después de una acalorada discusión, Juno admite que las ha llevado a través de un sistema de cuevas desconocido, en lugar de las que había planeado originalmente. El problema se agrava cuando se descubre que las únicas personas que sabían de la expedición creen que ellas están en el otro sistema de cuevas, esto hace que esperar hasta que alguien las localice para rescatarlas sea absurdo. En privado, Juno le confiesa a Sarah que intencionalmente las llevó a esas cuevas para intentar restablecer su relación, y que vuelvan a ser lo que alguna vez fueron, pero Sarah nuevamente la rechaza. 
Definitivamente están atrapadas y aparentemente sin salida. Más adelante, el grupo descubre una pintura rupestre así como un equipo de rápel de un visitante anterior, lo que sugiere una segunda salida y permite al grupo seguir siendo optimista.
Más adelante Holly cae dentro de un hoyo y se fractura la pierna. Sam le pone un cabestrillo a la pierna de Holly y las demás ayudan a cargarla. Mientras las otras chicas ayudan a Holly, Sarah se aleja un poco, y observa a una criatura pálida humanoide bebiendo agua de un charco. Esta se interna en la oscuridad cuando Sarah grita. Cuando Sarah le cuenta al grupo lo que pasó, ellas piensan que Sarah imaginó todo, pero Sarah insiste en que ella vio algo. Más tarde, son atacadas por una de estas criaturas, a las que empiezan a llamarles “los rastreadores”. 
En medio del caos el grupo se dispersa, mientras uno de los rastreadores rasga la garganta de Holly. Sarah tropieza, cae y se desmaya. Viendo que Holly sigue con vida, Juno intenta salvarla de otro de los rastreadores, al cual mata, Juno siente después una presencia detrás de ella, pero en la confusión, ella se gira con su pico en la mano y hiere gravemente a Beth en el cuello. Beth se agarra al colgante de Juno mientras se desploma en el suelo, pero Juno se encuentra en estado de shock al ver lo que le ha hecho a Beth y decide dejarla atrás.
Juno finalmente encuentra a Sam y Rebecca, y las rescata de un rastreador, sin embargo, Sarah permanece desaparecida. Sam analiza el cadaver del rastreador e indica que son completamente ciegos, y que usan el ruido para cazar, como los murciélagos. Juno les dice que puede encontrar una salida, y que si se mantienen en silencio podrían lograrlo, pero que no dejará a Sarah. Las chicas acceden a regañadientes para ayudar en la búsqueda. Mientras tanto, Sarah despierta y encuentra a Beth a su lado gravemente herida y le dice a Sarah que Juno la hirió y la abandonó allí. Sarah no le cree hasta que Beth le da colgante de Juno con la inscripción “Ama cada día”. Beth le confiesa a Sarah que su esposo tenía una aventura con Juno a sus espaldas. Beth, agonizante, le pide a Sarah que termine con su dolor, a lo cual Sarah accede. 
Sarah de pronto se encuentra con tres rastreadores: un joven, una hembra y un macho, a los cuales mata. En otra parte, Juno, Sam y Rebecca son perseguidas por un gran grupo de rastreadores. Los rastreadores matan a Sam y a Rebecca, y Juno salta al abismo para escapar. Juno sale del abismo, y Sarah la ayuda y le pregunta que si vio morir a Beth. Juno asiente con la cabeza. 
Entonces las dos continúan explorando la cueva con cautela hasta que se encuentran con un grupo de rastreadores y los matan. Entonces Sarah se enfrenta a Juno, y le muestra su colgante, revelando que sabe que ella hirió a Beth y de la aventura que tuvo con su difunto esposo. Sarah entonces ataca y hiere a Juno al clavarle un pico en la pierna y se va a seguir buscando la salida. Juno retira el pico de su pierna y entonces se gira para ver como un gran grupo de rastreadores van hacia ella y esta grita, mientras Sarah se aleja abandonándola a su suerte. Finalmente Sarah escucha los gritos de Juno, que cesan de repente.
En ese momento Sarah cae en un agujero y queda inconsciente. Despierta y ve una luz sobre una pila de huesos, empieza a trepar hasta que alcanza dicha luz, la cual parece ser la salida, entonces se desliza a través de una pequeña abertura hasta la superficie, corre hasta su vehículo y se detiene. Sarah empieza a vomitar conmocionada por la emoción, pero al levantar la cabeza ve a Juno sentada a su lado con la cara manchada de sangre. En ese instante Sarah grita y despierta para descubrir que todo fue una alucinación y que en realidad todavía está dentro de la caverna. Entonces Sarah “ve” a su hija cara a cara muy de cerca junto a un pastel de cumpleaños con una vela encendida. Mientras eso ocurre, el campo de visión se amplía para revelar al espectador que Sarah está de nuevo sufriendo alucinaciones y que realmente lo que está viendo es una antorcha frente a ella. A medida que la cámara se aleja, se hace evidente que Sarah está muy lejos de la superficie y que le será casi imposible escapar. Mientras, los gruñidos de los rastreadores se hacen cada vez más fuertes dando a entender que se aproximan, sin embargo Sarah permanece inmersa en su alucinación sin ser consciente de ello.

## Reparto
- Shauna Macdonald como Sarah Margaret Wilson
- Natalie Mendoza como Juno Kamplet
- MyAnna Buring como Samantha Lanz "Sam"
- Saskia Mulder como Rebecca Lanz "Becca"
- Alex Rei como Bethzabe With "Beth"
- Nora-Jane Noone como Holly Ríos
- Oliver Milburn como Paul Tamay
- Molly Kay como Jessica Tmay Wilson

### Criaturas
- Craig Conway
- Leslie Simpson
- Mark Cromfield
- Steve Lamb
- Catherine Dyson
- Julie Ellis
- Sophie Trott
- Trista Matthiae
- Stuart Luis
- Justin Hackney

## Similitudes con Dog Soldiers
Neil Marshall afirmó que las comparaciones de The Descent con su película previa, Dog Soldiers (2002), son inevitables, pues al igual que en aquella, la trama gira alrededor de seis personas atrapadas que deben enfrentarse a un enemigo común.

## Secuela
Una secuela de The Descent fue filmada en Ealing Studios en Londres en 2008 y estrenada el 2 de diciembre de 2009 en el Reino Unido. La misma fue menos exitosa en términos de taquilla y crítica.